# Costentalina elegans
Costentalina elegans là một loài động vật có vỏ cỡ trung bình, thuộc thân mềm Scaphopoda sống ở biển trong họ Entalinidae. Nó được tìm thấy ở Úc và Ấn Độ Dương. Nó là một loài sống ở vực thẳm ở độ sâu 5100 đến 5800 m.

## liên kết ngoài
- Costentalina elegans at the World Register of Marine Species (WoRMS)